# Європеоїдна раса
|  | Європеоїдна раса  |
|  | Негроїдна раса    |
|  | Бушмени           |
|  | Монголоїдна раса  |
|  | Австралоїдна раса |

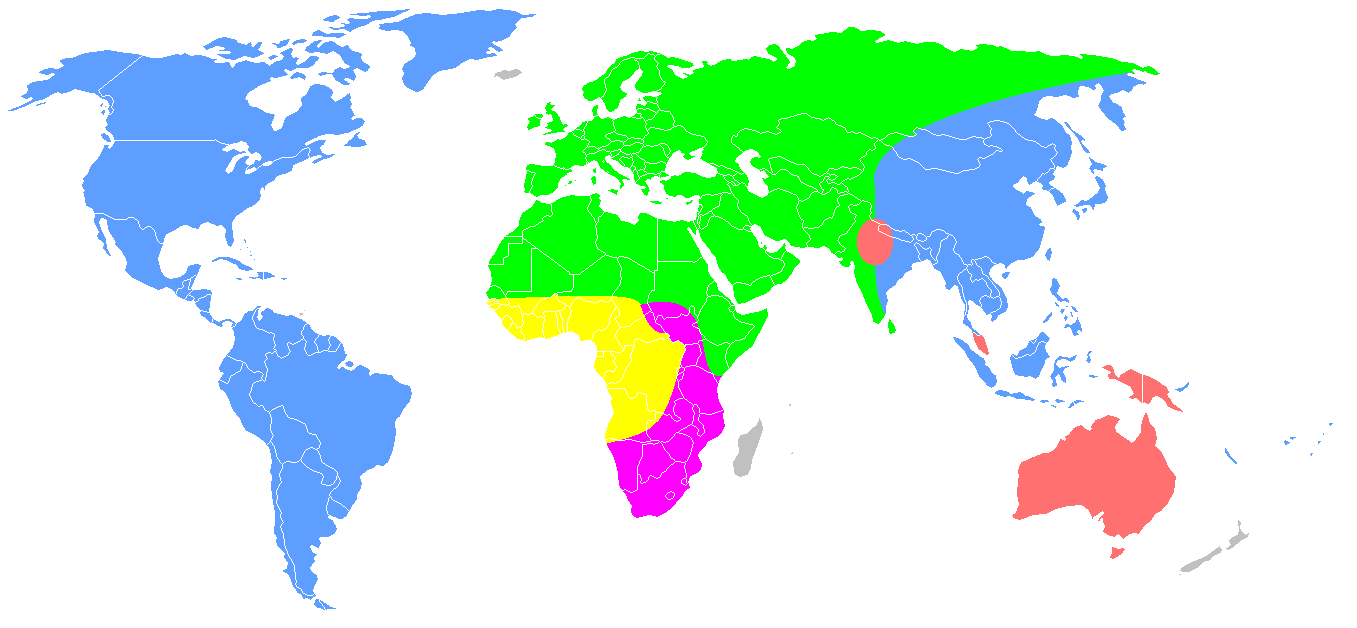
Розподіл рас після плейстоцену згідно з Карлтоном Куном

Європеоїдна раса або біла раса (англ. Caucasian race) — термін традиційної расової класифікації людей, заснованої на спростованій теорії біологічної раси. Європеоїдна раса історично розглядалася як біологічний таксон, який, залежно від того, яка з історичних расових класифікацій використовувалася, зазвичай включав давні та сучасні популяції з частини Європи, Західної Азії, Центральної Азії, Південної Азії, Північної Африки та Африканського Рогу.
Запроваджений у 1780-х роках членами Геттінгенської історичної школи, цей термін позначав одну з трьох передбачуваних основних рас людства (європеоїдна, монголоїдна та негроїдна). У біологічній або фізичній антропології кавказоїд використовувався як загальний термін для фенотипово схожих груп із цих різних регіонів, зосереджуючись на анатомії скелета, і особливо на морфології черепа, без урахування тону шкіри. Стародавні та сучасні «кавказькі» популяції, таким чином, не були виключно «білими», але мали забарвлення шкіри обличчя від білошкірого до темно-коричневого.
З другої половини XX-го століття фізичні антропологи перейшли від типологічного розуміння людського біологічного різноманіття до геномної та популяційної перспективи та, як правило, розуміли расу як соціальну класифікацію людей, засновану на фенотипі та родоводі, а також культурні фактори, як це поняття також розуміється в соціальних науках.

## Характерні ознаки

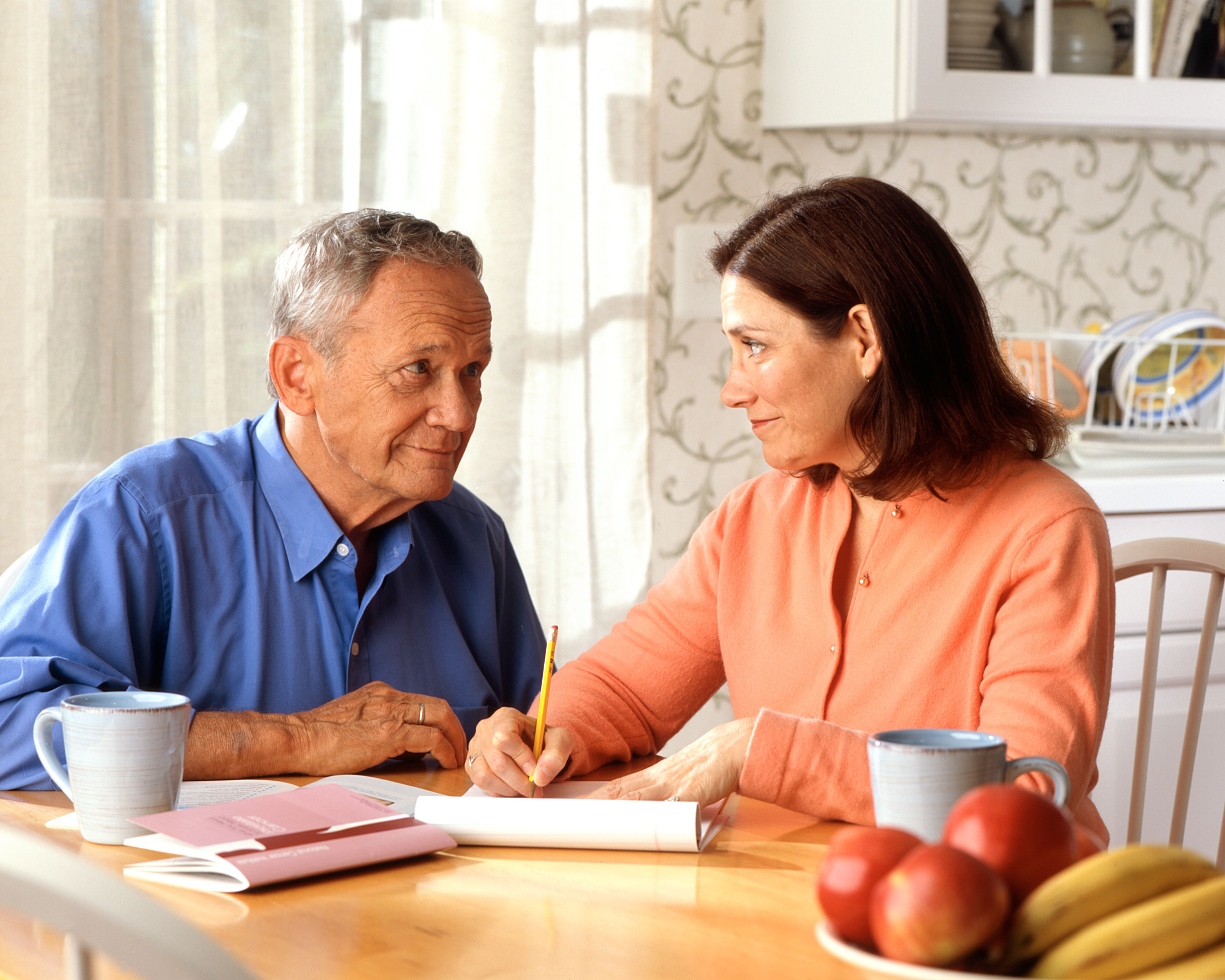
Чоловік та жінка європеоїдної раси

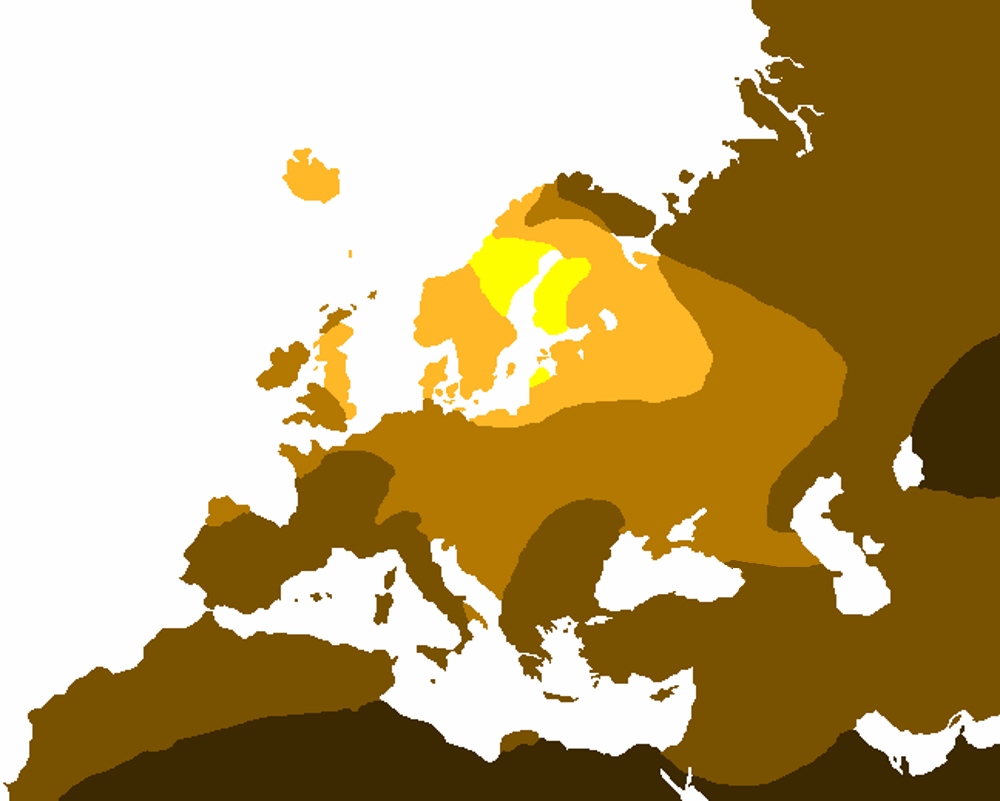
Географічний розподіл блондинів у Європі:
менше 1 % світловолосих,
1 — 19 % світловолосих,
20 — 49 % світловолосих,
50 — 79 % світловолосих,
80 — 100 % світловолосих

У європеоїдів відтінок шкіри, волосся та очей варіює від дуже світлих у північних груп до дуже темних у південних і східних, волосся пряме або хвилясте, м'яке. Обличчя ортогнатне, в горизонтальній площині (при погляді зверху) помітно виступає вперед. Надбрівні дуги часто великі, низькі орбіти, незграбні, розріз очей завжди широкий, але очна щілина може бути невеликою, епікантуса немає. Ніс звичайно великий, різко виступає, ніздрі орієнтовані сагітально, перенісся високе. Рот не широкий, товщина губ невелика або середня. Зростання бороди та вусів сильне, статура середня, кисть і стопа широкі. На краях ареалу європеоїдна раса утворює плавні переходи до уральської, південносибірської, монголоїдної, негроїдної, ефіопської та дравідійської рас.
Поширена помилка — вважати, що це тільки «білі люди». Насправді близько мільярда автохтонних європеоїдів мають чорні очі, волосся і смагляву шкіру (наприклад, населення Індостану, Північної Африки).

## Підгрупи
Згідно із застарілою класифікацією, включає нордичну, середземноморську, динарську, фальську, альпійську, східно-балтійську, лаппоноїдну та інші підгрупи.
У Західній, Центральній, Південній Європі та Північній Африці:
- Нордична раса
- Альпійська раса
- Фальська раса
- Динарська раса
- Середземноморська раса
- Борребі
- Брюн

У Східній Європі та Азії:
- Нордична раса
- Біломорсько-балтійська раса
- Атланто-балтійська раса
- Понтійська раса
- Динарська раса
- Вірменська раса
- Альпійська раса
- Кавказька раса
- Уральська раса
- Каспійська раса

У доісторичний період в Європі, можливо, існували й інші підраси. Так, Північну Африку аж до останнього заледеніння населяли мехтоїди, схожі з європейськими кроманьоїдами епохи верхнього або пізнього палеоліту.

## Історія термінів
Відносно європеоїдної раси раніше вживалися також інші терміни.

### Кавказька раса

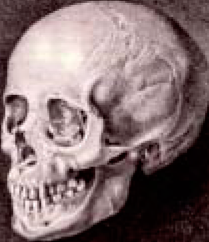
Череп із Грузії, виявлений в 1795 році, висунув німецький антрополог Йоганн Фрідріх Блуменбах на підтримку своєї гіпотези про походження європейців з Кавказу

Кавказька раса (лат. Varietas Caucasia або англ. caucasian race) — термін для означення білої раси, який ввів німецький антрополог і анатом Йоганн Фрідріх Блуменбах. Відносять до неї жителів Європи (за винятком самоїдів, лапландців, фінів, угорців і турків), Південної Азії і Північної Африки. Назва виникла від того, що Блуменбах вважав Кавказ першим місцеперебуванням білої людини, і тому, що племена, які живуть на Кавказі, він визнавав найбільш чистим і незмішаним типом цієї раси. Дотепер термін caucasian в англійській мові є стандартним позначенням білої раси. Блуменбах писав:

### Середземноморська раса
Щоб уникнути поширеного мішання, французький дослідник Мюллер запропонував інший термін середземноморська раса (нім. Mittelländische Rasse), тому що народи, які до неї належать, досягли висоти свого розвитку на берегах Середземного моря; цей термін був прийнятий більшістю етнологів (Пешель, Гельвальд та іншими) і до кінця XIX століття майже витіснив у наукових працях термін Блуменбаха.

### Уралоїдна раса
Це раса метисів, яка поєднує у собі європеоїдну та монголоїдну раси. Такий расовий підтип з'явився у регіоні Надволжя, Уральських гір та Західного Сибіру.